# Zamach stanu w Wenezueli (2002)

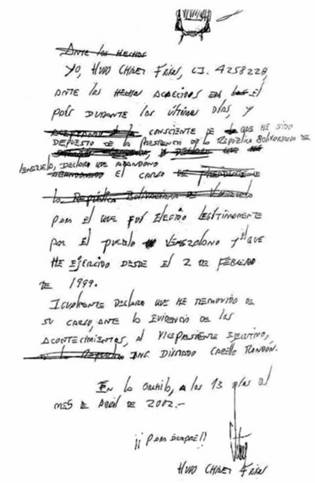

Zamach stanu w Wenezueli 11 kwietnia 2002 – nieudana próba obalenia prezydenta Hugo Chaveza podjęta przez środowiska związane z wenezuelską organizacją pracodawców Fedecamaras. W ciągu 47 godzin Wenezuelą formalnie rządził Rząd Tymczasowy z liderem Fedecamaras Pedro Carmoną na czele. Rozwiązane zostało również Zgromadzenie Narodowe i Sąd Najwyższy, a nowa konstytucja zawieszona. O klęsce zamachu zdecydowało powstanie zwolenników Chaveza z Caracas, którzy po starciach z policją przejęli razem z Gwardią Prezydencką pałac Miraflores, oraz sprzeciw części środowisk wojskowych i opozycji antychavistowskiej wobec takiej formy zamachu.
Przyczyną podjęcia próby zamachu stanu było niezadowolenie klasy średniej oraz środowisk związanych z organizacjami pracodawców i prywatnymi mediami z ogólnego kierunku polityki Chaveza, zakładającego znaczny państwowy interwencjonizm w edukację, służbę zdrowia i gospodarczy sektor państwowy przy równoczesnym zmniejszaniu tradycyjnie wysokich politycznych wpływów najbogatszej części społeczeństwa. Szczególne nasilenie konfliktu między rządem a opozycją nastąpiło po próbie przejęcia pełnej kontroli nad państwowym koncernem PDVSA, kontrolującym całość wydobycia ropy, oraz po interwencjach państwowych w sektorze żywnościowym, których bezpośrednim inspiratorem był Chavez oraz jego zwolennicy. Opozycja protestowała również przeciw otwarcie nawiązującej do międzynarodowego socjalizmu retoryce chavistowskiej i zmianie kierunku polityki zagranicznej na bliską współpracę z innymi krajami latynoamerykańskimi, zwłaszcza komunistyczną Kubą, przy zaostrzeniu relacji z USA.

## Przyczyny zamachu
Początek roku 2002 upłynął w Wenezueli pod znakiem otwartego konfliktu rządu z kadrą menedżerską PDVSA, która przeciwstawiała się rosnącym wpływom prezydenckiej administracji w spółce. 8 kwietnia 2002 Chavez usunął z PDVSA siedmiu członków zarządu firmy oraz szereg pracowników zarządzających niższego szczebla, których oskarżył o działanie na niekorzyść firmy. Całe wydarzenie zostało natychmiast nagłośnione przez prywatne media, które wykorzystały wydarzenia w PDVSA do rozpoczęcia serii ataków na prezydenta, a w szczególności oskarżenia go o autorytaryzm.
W pierwszych dniach kwietnia pułkownik lotnictwa Pedro Vicente Soto oraz kapitan Pedro Flores Rivero zorganizowali pierwszą niewielką manifestację antychavistowską, która doprowadziła do powołania komisji śledczej. 9 kwietnia centrala związkowa CTV (Konfederacja Robotników Wenezueli) wezwała do dwudniowego strajku, zaś Fedecamaras natychmiast zaapelowała do przedsiębiorców, by na dwa dni zamknęli zakłady pracy. Z kolei na 11 kwietnia 2002 zaplanowano manifestację przeciwników Chaveza.

## Zamach

### Manifestacja 11 kwietnia
Marsz przeciwników prezydenta zebrał, zależnie od źródeł, od 100 do 200 tys. osób, które udały się pod siedzibę PDVSA, by bronić zwolnionych z pracy menedżerów. Następnie – wbrew wcześniejszym ustaleniom – organizatorzy pochodu skierowali go w kierunku pałacu Miraflores, gdzie odbywało się zgromadzenie zwolenników prezydenta. Doszło do konfrontacji, w toku której zginęło 20 osób, zaś 100 odniosło rany.
Nie ma zgody co do okoliczności strzelaniny, również materiały fotograficzne dostarczane w tym zakresie przez obie strony nie przyniosły jednoznacznego rozstrzygnięcia. Zwolennicy opozycji konsekwentnie utrzymują, że pierwsze strzały padły ze strony chavistów i były skierowane w stronę nieuzbrojonych uczestników manifestacji przeciwników prezydenta. Zwolennicy Chaveza twierdzą z kolei, że pierwsze strzały oddali opozycjoniści, zaś strzelający uwiecznieni na fotografiach dostarczonych przez opozycję jedynie odpowiadają na ogień. Kontrowersje związane są również z nadawanymi w dniu zamachu przemówieniami Chaveza. Choć wszystkie podawane były jako transmisje na żywo, część stacji telewizyjnych nadało w rzeczywistości wcześniejsze mowy prezydenta, zestawiając je z relacją z manifestacji w Caracas. Niektóre stacje w ogóle zrezygnowały z nadawania informacji o bieżących wydarzeniach.

### Przejęcie władzy przez opozycję
Wieczorem 11 kwietnia czołgi otoczyły Miraflores, zaś głównodowodzący armią Lucas Rincón Romero publicznie oznajmił, że Chavez został wezwany do dymisji i zgodził się na to. Chavez zapewniał po zamachu, że zgodził się na rezygnację dopiero wtedy, kiedy zdał sobie sprawę z rozmiarów zamachu i z ilości popierających go wojskowych. Prezydent twierdził również, że miał oddać władzę w ręce dotychczasowego wiceprezydenta, a nie bezpośrednio kandydatowi opozycji. Nie ma na to jednak żadnych dowodów, gdyż pisemna rezygnacja o jakiej mówił Rincon Romero nie zachowała się lub też w ogóle nie istniała.
Chavez został przewieziony do bazy wojskowej Fort Tiuna, gdzie spotkał się z przedstawicielami Kościoła katolickiego oraz sił zbrojnych Wenezueli. Ponieważ oficerowie nie byli zgodni co do jego dalszego losu, Chavez trafił do innej bazy w La Orchila, skąd zdołał nadać oświadczenie o fałszywości wcześniejszych komunikatów o swojej rezygnacji.
W tym samym czasie w pałacu Miraflores przysięgę prezydencką złożył Pedro Carmona, który został ogłoszony tymczasowym prezydentem. Natychmiast po formalnym przejęciu władzy Carmona ogłosił dekrety rozwiązujące Zgromadzenie Narodowe, Sąd Najwyższy oraz zawieszające nową konstytucję. Cały czas przed pałacem demonstrowali zwolennicy Chaveza, którzy mieli po swojej stronie gwardię pałacową. Wreszcie po krótkim szturmie pałacu został on przejęty, a Rząd Tymczasowy de facto upadł. W imieniu Chaveza obowiązki głowy państwa przejął wiceprezydent Diosdado Cabello. Demonstrujący nie wiedzieli wówczas nic o położeniu samego Chaveza. O tym fakcie poinformowano dopiero po kilku godzinach, ponieważ organizatorzy zamachu przejęli kontrolę nad jedynym państwowym kanałem telewizyjnym, zaś stacje prywatne odmówiły podania informacji o klęsce przewrotu.

#### Skład rządu Carmony
Natychmiast po formalnym złożeniu przysięgi prezydenckiej Pedro Carmona powołał do Rządu Tymczasowego następujące osoby:
- Minister spraw wewnętrznych: gen. Rafael Damiani Bustillos.
- Minister spraw zagranicznych: José Rodríguez Iturbe.
- Minister finansów: Leopoldo Martínez
- Minister pracy: César Carvallo
- Minister planowania: León Arismendi.
- Minister obrony: wiceadmirał Héctor Ramírez Perez
- Minister zdrowia: Rafael Arreaza
- Minister – sekretarz prezydencki: wiceadmirał Jesús Briceño.
- Minister rolnictwa: Raúl de Armas
- Prokurator generalny: Daniel Romero.
- Przewodniczący PDVSA: Guaicaipuro Lameda.

### Reakcja międzynarodowa
Bezpośrednio po proklamacji Rządu Tymczasowego rządy USA i Hiszpanii przedstawiły wspólny komunikat, w którym wyrażony został niepokój wobec gwałtownych wydarzeń w Wenezueli, a zarazem nadzieję na szybką normalizację sytuacji i zachowanie w kraju demokratycznego porządku. Kraje zrzeszone w Grupie z Rio natychmiast po dotarciu wiadomości o zamachu stanu potępiły jego organizatorów, dezaprobatę wyrażała również Unia Europejska. Prezydent Meksyku Vicente Fox zaapelował do nowego rządu wenezuelskiego o jak najszybsze przeprowadzenie wyborów prezydenckich i parlamentarnych. Zamach potępił również rząd Kuby.
Hugo Chavez i jego zwolennicy wielokrotnie twierdzili, że organizatorzy zamachu byli związani z administracją amerykańską.
Władze amerykańskie przyznały się do spotkania z organizatorami zamachu na kilka dni przed 11 kwietnia, jednak stanowczo twierdziły, że nigdy nie aprobowały niekonstytucyjnych środków przejmowania władzy przez wenezuelską opozycję. Mimo tego organizacje lewicowe oraz zwolennicy Chaveza konsekwentnie oskarżają Amerykanów o wspieranie logistyczne i finansowe nie tylko zamachu 11 kwietnia, ale całej opozycji wenezuelskiej.

## Filmy poświęcone zamachowi
- The revolution will not be televised, film nakręcony przez ekipę telewizyjną z Irlandii obecną w Caracas w czasie zamachu, prochavistowski.
- Radiografia de una mentira, film będący odpowiedzą na The revolution will not be televised, nakręcony przez opozycję wenezuelską.
- War on Democracy, film prochavistowski, skupiający się na udziale USA w wydarzeniach związanych z zamachem.